# 交通督導員
交通督導員（英語：Traffic warden）是一種負責管理交通的非憲委公務員職業，起源於英國，愛爾蘭及香港亦設有。

## 世界各國交通督導單位
- 交通督導員 (香港)
- 交通協管員（中國大陸）
- 交通助理員（臺灣）